# Sikorsky S-58

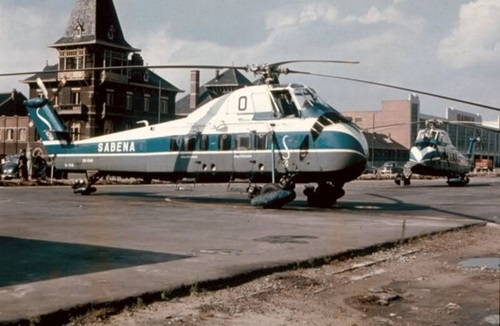
Sikorsky S-58 van Sabena op de helihaven van Brussel

De Sikorsky S-58 is een helikopter ontworpen in 1954 en gecommercialiseerd door Sikorsky Aircraft Corporation. Het is een verbeterde versie van de Sikorsky S-55, en was aanvankelijk bedoeld en ontworpen als militair luchtvaartuig. Tussen 1954 en 1970 werden er 2.108 gebouwd, onder verscheidene typeaanduidingen. De Britse Westland Wessex was een variant van deze helikopter, hij werd onder licentie gebouwd door Westland Helicopters.

## Uitvoering
Er zijn in totaal (ten minste) achttien verschillende varianten – ook wel 'configuraties' genoemd – van dit model gefabriceerd door Sikorsky, de door andere fabrikanten onder licentie gebouwde versies niet meegerekend. Het toestel is conventioneel uitgevoerd met een hefschroef en staartrotor, en een regulier landingsgestel met twee (hoofd)wielen aan de voorzijde en een zwenkwiel achteraan onder de staart. Uitzonderingen hierop zijn de modellen "UH-34E" (voor het US Marine Corps, bijnaam "Seahorse"), die is uitgevoerd met drijvers (zoals bij watervliegtuigen) en type "UH-34J" (voor de US Navy, bijnaam "Seabat"), waarbij het (wielen)landingsgestel is verwijderd.

## België
De Belgische luchtmacht beschikte van 1961 tot 1975 over een vloot van elf Sikorsky S-58 helikopters gestationeerd op de vliegbasis Koksijde, ingezet voor Search and Rescue. In 1974 werden vijf H-3 Sea Kings (typeaanduiding: "S-61") besteld ter vervanging van de S-58-toestellen; de bedienende eenheid werd vanaf 1974 ook het "40ste squadron" genoemd. Deze Sea Kings werden in 1975 geleverd en zouden in dienst blijven tot 2019.
Sabena, de nationale burgerluchtvaartmaatschappij van België, experimenteerde ten tijde van de wereldtentoonstelling Expo 58, die in 1958 in Brussel werd gehouden, met een Sikorsky S-58 voor passagierstransport op korte afstand. Daarvoor werd een uitvoering gebruikt die plaats bood aan twaalf (12) passagiers – bemanning dus niet meegerekend – met typeaanduiding "S-58C". Er waren vluchten tussen een helihaven in Brussel en Antwerpen, Rotterdam, Eindhoven en de helihaven van Parijs in Issy-les-Moulineaux. De S-58 was in België in dienst van 1956 tot 1963. Daarvóór had Sabena ook een S-55 van 1953 tot 1956 en nam ze bijkomend een S-62 in gebruik van 1960 tot 1961.

## Nederland

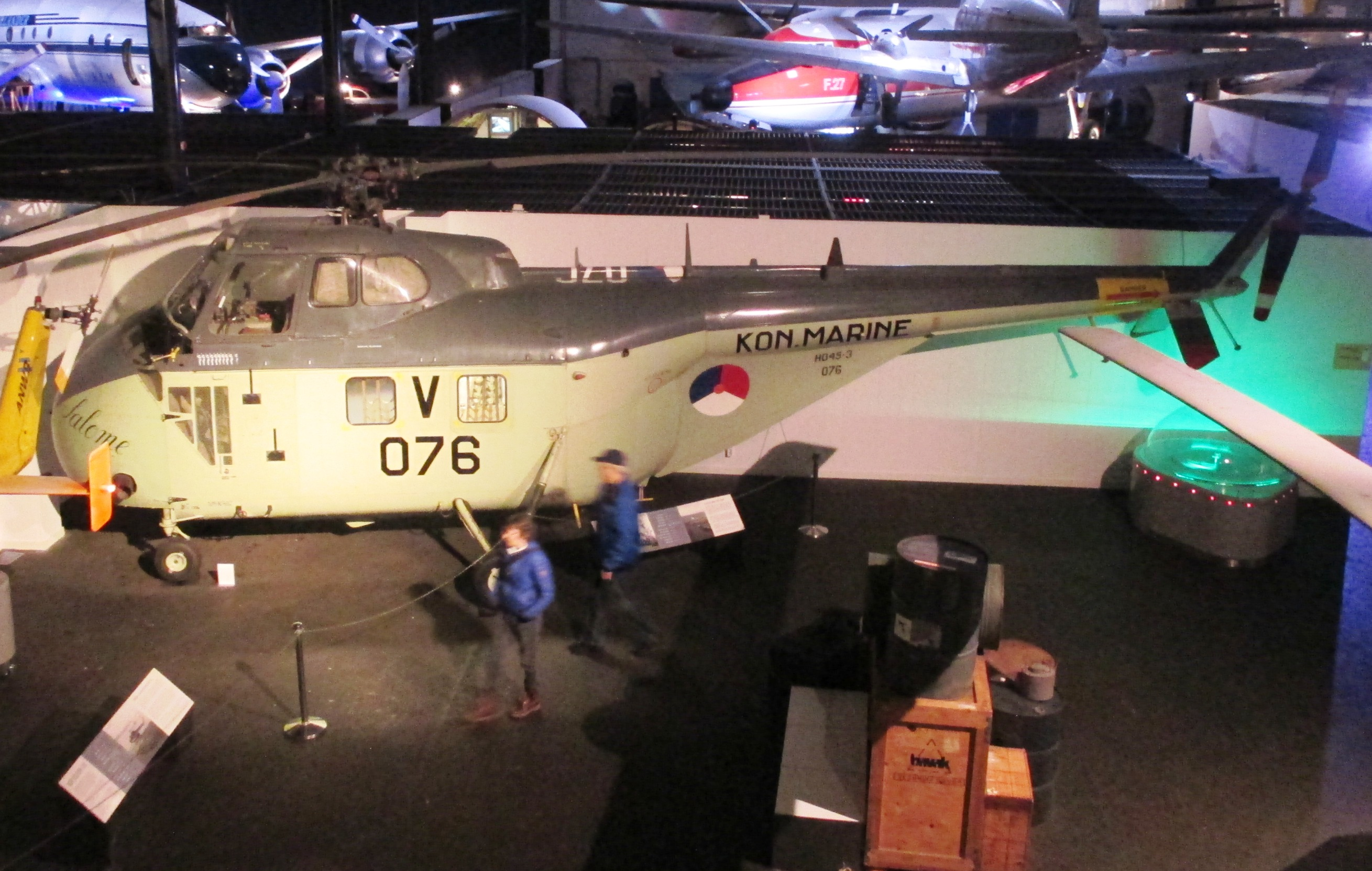
Sikorski S-55 Koninklijke Marine - Aviodrome Lelystad

Het toestel was onder meer in dienst bij de Nederlandse Koninklijke Marine waarvoor vijftien toestellen waren aangekocht. Deze werden gebruikt voor het opsporen van onderzeeboten met behulp van een sonar die aan een kabel in het water werd neergelaten. De nummering van de helikopters liep van 134 tot en met 148. Een aantal daarvan is tijdens operationele oefeningen in het water terecht gekomen. Grote luchtbanden nabij de wielen – die zich opbliezen bij contact met het zoute zeewater – zorgden ervoor dat ze uiteindelijk bleven drijven. De helikopters werden ook ingezet bij het 
redden van drenkelingen. De eenheid waartoe ze behoorden was "VliegtuigSQuadron VSQ 8". Ze behoorden als luchtvaartuigen bij het toen in dienst zijnde vliegdekschip Hr.Ms. Karel Doorman. In 1968 werden ze buiten dienst gesteld.